# Liste von Kathedralen in Australien und Ozeanien

## Amerikanisch-Samoa(zu USA gehörend)
- Fagatogo: Co-Cathedral of St. Joseph the Worker (St. Josef), röm.-kath. (Ko-Kathedrale des Bistums Samoa-Pago Pago)
- Tāfuna: Cathedral of the Holy Family (Heilige Sippe), röm.-kath.

## Australien
| Ort           | Name der Kathedrale                                               | Konfession                       | Bauzeit   |
| ------------- | ----------------------------------------------------------------- | -------------------------------- | --------- |
| Adelaide      | St. Francis Xavier’s Cathedral                                    | römisch-katholisch               | 1856–1996 |
| Adelaide      | Saint Peter’s Cathedral                                           | anglikanisch                     | 1869–1901 |
| Armidale      | St Mary & St Joseph’s Cathedral                                   | römisch-katholisch               |           |
| Armidale      | St Peter’s Cathedral                                              | anglikanisch                     |           |
| Ballarat      | Cathedral of Christ the King                                      | anglikanisch                     |           |
| Ballarat      | St Patrick’s Cathedral                                            | römisch-katholisch               |           |
| Bathurst      | All Saints Cathedral                                              | anglikanisch                     |           |
| Bathurst      | St Michael & St John’s Cathedral                                  | römisch-katholisch               |           |
| Bendigo       | St Paul’s Cathedral                                               | anglikanisch                     |           |
| Bendigo       | Sacred Heart Cathedral                                            | römisch-katholisch               | 1895–1977 |
| Bossley Park  | St Thomas the Apostle                                             | chaldäisch-katholisch            |           |
| Brisbane      | St. John’s Cathedral                                              | anglikanisch                     | seit 1903 |
| Brisbane      | St Stephen’s Cathedral                                            | römisch-katholisch               | 1864–1922 |
| Broken Hill   | Sacred Heart Cathedral                                            | römisch-katholisch               |           |
| Broome        | Our Lady Queen of Peace Cathedral                                 | römisch-katholisch               |           |
| Bunbury       | St Patrick’s Cathedral                                            | römisch-katholisch               |           |
| Cairns        | St Monica’s Cathedral                                             | römisch-katholisch               |           |
| Canberra      | St Christopher’s Cathedral                                        | römisch-katholisch               | 1928–1973 |
| Darlington    | St Michael’s Cathedral                                            | melkitisch griechisch-katholisch |           |
| Darwin        | St Mary’s Star of the Sea Cathedral                               | römisch-katholisch               |           |
| Geraldton     | St Francis Xavier’s Cathedral                                     | römisch-katholisch               |           |
| Goulburn      | Saint Saviour’s Cathedral                                         | anglikanisch                     |           |
| Grafton       | Christ Church Cathedral                                           | anglikanisch                     |           |
| Hobart        | St David’s Anglican Cathedral                                     | anglikanisch                     | 1868–1936 |
| Hobart        | Saint Mary’s Cathedral                                            | römisch-katholisch               |           |
| Lismore       | St. Carthage’s Cathedral                                          | römisch-katholisch               |           |
| Melbourne     | Saint Patrick’s Cathedral                                         | römisch-katholisch               | 1850–1868 |
| Melbourne     | Saint Paul’s Cathedral                                            | anglikanisch                     | 1880–1926 |
| Melbourne     | SS Peter & Paul’s Ukrainian Catholic Cathedral                    | ukrainisch-katholisch            |           |
| Murray Bridge | St John the Baptist Cathedral                                     | anglikanisch                     |           |
| Newcastle     | Christ Church Cathedral                                           | anglikanisch                     |           |
| Newcastle     | Sacred Heart Cathedral                                            | römisch-katholisch               |           |
| Parramatta    | St. Patrick’s Cathedral                                           | römisch-katholisch               | 1936      |
| Perth         | Cathedral of the Immaculate Conception of the Blessed Virgin Mary | römisch-katholisch               | 1863–1865 |
| Perth         | St George’s Cathedral                                             | anglikanisch                     | 1888      |
| Port Pirie    | St. Mark’s Cathedral                                              | römisch-katholisch               |           |
| Port Pirie    | SS Peter & Paul’s Cathedral                                       | anglikanisch                     |           |
| Redfern       | Cathedral of the Holy Annunciation                                | griechisch-orthodox              |           |
| Redfern       | St Maroun’s Cathedral                                             | maronitisch                      |           |
| Rockhampton   | Cathedral of St Joseph                                            | römisch-katholisch               |           |
| Rockhampton   | St Paul’s Cathedral                                               | anglikanisch                     |           |
| Sale          | St Mary’s Cathedral                                               | römisch-katholisch               |           |
| St Ives       | Cathedral of Our Lady of the Rosary                               | römisch-katholisch               |           |
| Strathfield   | Ss. Peter and Paul Cathedral                                      | orthodox                         |           |
| Sydney        | Saint Andrew’s Cathedral                                          | anglikanisch                     | 1836–1868 |
| Sydney        | Saint Mary’s Cathedral                                            | römisch-katholisch               | 1821–2000 |
| Sydney        | St. Mark’s Cathedral                                              | koptisch                         |           |
| Toowoomba     | St Patrick’s Cathedral                                            | römisch-katholisch               |           |
| Townsville    | St James’ Cathedral                                               | anglikanisch                     |           |
| Townsville    | Sacred Heart Cathedral                                            | römisch-katholisch               |           |
| Wagga Wagga   | St Michael’s Cathedral                                            | römisch-katholisch               |           |
| Wangaratta    | Holy Trinity Cathedral                                            | anglikanisch                     |           |
| Wollongong    | St Francis Xavier’s Cathedral                                     | römisch-katholisch               |           |

## Cookinseln(zu Neuseeland gehörend)
- Avarua: St. Joseph’s Cathedral (St. Josef), röm.-kath.

## Fidschi-Inseln
- Suva: Cathedral of the Sacred Heart (Heiliges Herz Jesu), röm.-kath.

## Französisch-Polynesien(zu Frankreich gehörend)
- Papeete: Cathédrale Notre-Dame (Unserer lieben Frau), röm.-kath.
- Taiohae: Cathédrale Notre-Dame (Unserer lieben Frau), röm.-kath.

## Guam(zu USA gehörend)
- Hagåtña: Dulce Nombre de Maria Cathedral Basilica (Süßer Name Mariens), röm.-kath., Basilica minor

## Kiribati
- South Tarawa: Sacred Heart Cathedral (Heiligstes Herz Jesu), röm.-kath.

## Marshallinseln
- Majuro: Cathedral of the Assumption (Maria Himmelfahrt), röm.-kath.

## Mikronesien
- Weno: Immaculate Heart of Mary Cathedral (Unbeflecktes Herz Mariä), röm.-kath.

## Neukaledonien(zu Frankreich gehörend)
- Nouméa: Cathédrale Saint Joseph (St. Josef), röm.-kath.

## Neuseeland
| Ort              | Name der Kathedrale                                        | Konfession         | Bauzeit   |
| ---------------- | ---------------------------------------------------------- | ------------------ | --------- |
| Auckland         | Holy Trinity Cathedral                                     | anglikanisch       | 1991–1995 |
| Auckland         | St. Patrick’s Cathedral                                    | römisch-katholisch | 1885/1908 |
| Christchurch     | Cathedral of the Blessed Sacrament                         | römisch-katholisch |           |
| Christchurch     | ChristChurch Cathedral (2011 zerstört und 2012 abgerissen) | anglikanisch       | 1864–1904 |
| Christchurch     | Cardboard Cathedral (aktuell)                              | anglikanisch       | 2012–2013 |
| Dunedin          | St. Paul’s Cathedral                                       | anglikanisch       |           |
| Dunedin          | St. Joseph’s Cathedral                                     | römisch-katholisch | 1878–1886 |
| Hamilton         | Cathedral of the Blessed Virgin Mary                       | römisch-katholisch |           |
| Hamilton         | St. Peter’s Cathedral                                      | anglikanisch       | 1916      |
| Napier           | St. John’s Cathedral                                       | anglikanisch       |           |
| Nelson           | Christ Church Cathedral                                    | anglikanisch       | 1925–1965 |
| New Plymouth     | St. Mary’s Cathedral                                       | anglikanisch       |           |
| Palmerston North | St. Patrick’s Cathedral                                    | römisch-katholisch | 1962      |
| Wellington       | Metropolitan Cathedral of the Sacred Heart                 | römisch-katholisch | 1899–1901 |
| Wellington       | Wellington Cathedral of Saint Paul                         | anglikanisch       | 1955–1998 |

## Nördliche Marianen(zu USA gehörend)
- Chalan Kanoa: Our Lady of Mount Carmel Cathedral (St. Maria), röm.-kath.

## Papua-Neuguinea
| Ort          | Name der Kathedrale                     | Konfession         |
| ------------ | --------------------------------------- | ------------------ |
| Aitape       | St. Ignatius Cathedral                  | römisch-katholisch |
| Alotau       | Cathedral of the Sacred Heart of Jesus  | römisch-katholisch |
| Bereina      | Our Lady of the Sacred Heart Cathedral  | römisch-katholisch |
| Buka         | Our Lady of the Assumption Cathedral    | römisch-katholisch |
| Daru         | St. Louis de Montfort Co-Cathedral      | römisch-katholisch |
| Kavieng      | Our Lady of the Sacred Heart Cathedral  | römisch-katholisch |
| Kerema       | Holy Spirit Cathedral                   | römisch-katholisch |
| Kimbe        | Cathedral of Sts. Peter and Paul        | römisch-katholisch |
| Kiunga       | St. Gerard’s Cathedral                  | römisch-katholisch |
| Kundiawa     | Mary Help of Christians Cathedral       | römisch-katholisch |
| Lae          | St Mary’s Cathedral                     | römisch-katholisch |
| Madang       | Holy Spirit Cathedral                   | römisch-katholisch |
| Mendi        | Mother of the Divine Shepherd Cathedral | römisch-katholisch |
| Mount Hagen  | Holy Trinity Cathedral                  | römisch-katholisch |
| Port Moresby | St. Mary’s Cathedral                    | römisch-katholisch |
| Rabaul       | St Francis Xavier’s Co-Cathedral        | römisch-katholisch |
| Sangurap     | Good Shepherd Cathedral                 | römisch-katholisch |
| Vanimo       | Holy Cross Pro-Cathedral                | römisch-katholisch |
| Vunapope     | Sacred Heart Cathedral                  | römisch-katholisch |
| Wewak        | Christ the King Cathedral               | römisch-katholisch |

## Salomonen
- Auki: St. Augustine Cathedral, röm.-kath.
- Gizo: St. Peter’s Cathedral, röm.-kath.
- Honiara: Heilig-Kreuz-Kathedrale, röm.-kath.

## Samoa
- Apia: Mulivai-Kathedrale, röm.-kath.

## Tonga
- Nukuʻalofa: Malia Tupu Immaculata (Kathedrale St. Maria), röm.-kath.

## Vanuatu
- Port Vila: Cathédrale Sacré-Coeur (Heiliges Herz), röm.-kath.

## Vereinigte Staaten
- Honolulu: Kathedrale Unserer Lieben Frau vom Frieden, röm.-kath.
- Honolulu: Co-Cathedral of Saint Theresa of the Child Jesus (Theresia vom Kinde Jesus), röm.-kath.

## Wallis und Futuna(zu Frankreich gehörend)
- Mata Utu: Cathédrale Notre-Dame-de-l’Assomption (Maria Himmelfahrt), röm.-kath.

## Westneuguinea(zu Indonesien gehörend)
| Ort      | Name der Kathedrale                | Konfession         |
| -------- | ---------------------------------- | ------------------ |
| Agats    | Katedral Salib Suci                | römisch-katholisch |
| Jayapura | Katedral Kristus Raja              | römisch-katholisch |
| Merauke  | Katedral Santo Fransiskus Xaverius | römisch-katholisch |
| Sorong   | Katedral Kristus Raja              | römisch-katholisch |
| Timika   | Katedral Tiga Raja                 | römisch-katholisch |

## Quelle
- katholische Kathedralen in Australien
- katholische Kathedralen in Neuseeland